# نها ترانج
نها ترانج هي مدينة ساحلية وعاصمة محافظة كان هوا ، تقع على ساحل جنوب وسط فيتنام. . المدينة فيها حوالي 392,000 نسمة، وهو عدد يتوقع أن يرتفع إلى ما بين 560,000 بحلول عام 2015 و630،000 نسمة بحلول عام 2025. مساحتها 12.87 كيلومتر مربع، ومن المعروف أن نها ترانج شواطئها جيدة للغوص حيث تطورت لتصبح مقصدا للسياح الدوليين، وجذب أعداد كبيرة من السائحين، فضلا لجلب المزيد من المسافرين الأثرياء

## المناخ
يظهر الجدول التالي التغييرات المناخية على مدار السنة لنها ترانج:
| البيانات المناخية لـنها ترانج                                 | البيانات المناخية لـنها ترانج | البيانات المناخية لـنها ترانج | البيانات المناخية لـنها ترانج | البيانات المناخية لـنها ترانج | البيانات المناخية لـنها ترانج | البيانات المناخية لـنها ترانج | البيانات المناخية لـنها ترانج | البيانات المناخية لـنها ترانج | البيانات المناخية لـنها ترانج | البيانات المناخية لـنها ترانج | البيانات المناخية لـنها ترانج | البيانات المناخية لـنها ترانج | البيانات المناخية لـنها ترانج |
| الشهر                                                         | يناير                         | فبراير                        | مارس                          | أبريل                         | مايو                          | يونيو                         | يوليو                         | أغسطس                         | سبتمبر                        | أكتوبر                        | نوفمبر                        | ديسمبر                        | المعدل السنوي                 |
| ------------------------------------------------------------- | ----------------------------- | ----------------------------- | ----------------------------- | ----------------------------- | ----------------------------- | ----------------------------- | ----------------------------- | ----------------------------- | ----------------------------- | ----------------------------- | ----------------------------- | ----------------------------- | ----------------------------- |
| الدرجة القصوى °م (°ف)                                         | 31.9 (89.4)                   | 33.3 (91.9)                   | 34.2 (93.6)                   | 35.9 (96.6)                   | 38.5 (101.3)                  | 39.5 (103.1)                  | 39.0 (102.2)                  | 39.5 (103.1)                  | 38.3 (100.9)                  | 34.8 (94.6)                   | 34.3 (93.7)                   | 32.8 (91.0)                   | 39.5 (103.1)                  |
| متوسط درجة الحرارة الكبرى °م (°ف)                             | 26.9 (80.4)                   | 27.7 (81.9)                   | 29.3 (84.7)                   | 31.0 (87.8)                   | 32.3 (90.1)                   | 32.5 (90.5)                   | 32.4 (90.3)                   | 32.5 (90.5)                   | 31.5 (88.7)                   | 29.7 (85.5)                   | 28.2 (82.8)                   | 26.9 (80.4)                   | 30.1 (86.2)                   |
| المتوسط اليومي °م (°ف)                                        | 23.9 (75.0)                   | 24.5 (76.1)                   | 25.7 (78.3)                   | 27.3 (81.1)                   | 28.4 (83.1)                   | 28.6 (83.5)                   | 28.4 (83.1)                   | 28.4 (83.1)                   | 27.6 (81.7)                   | 26.6 (79.9)                   | 25.6 (78.1)                   | 24.4 (75.9)                   | 26.6 (79.9)                   |
| متوسط درجة الحرارة الصغرى °م (°ف)                             | 21.3 (70.3)                   | 21.8 (71.2)                   | 22.9 (73.2)                   | 24.6 (76.3)                   | 25.5 (77.9)                   | 25.6 (78.1)                   | 25.4 (77.7)                   | 25.4 (77.7)                   | 24.7 (76.5)                   | 24.0 (75.2)                   | 23.3 (73.9)                   | 22.0 (71.6)                   | 23.9 (75.0)                   |
| أدنى درجة حرارة °م (°ف)                                       | 14.6 (58.3)                   | 14.6 (58.3)                   | 16.4 (61.5)                   | 19.4 (66.9)                   | 19.7 (67.5)                   | 19.8 (67.6)                   | 20.6 (69.1)                   | 21.5 (70.7)                   | 21.3 (70.3)                   | 18.8 (65.8)                   | 16.9 (62.4)                   | 15.1 (59.2)                   | 14.6 (58.3)                   |
| معدل هطول الأمطار مم (إنش)                                    | 38 (1.5)                      | 16 (0.6)                      | 31 (1.2)                      | 35 (1.4)                      | 70 (2.8)                      | 59 (2.3)                      | 36 (1.4)                      | 50 (2.0)                      | 159 (6.3)                     | 302 (11.9)                    | 332 (13.1)                    | 153 (6.0)                     | 1٬280 (50.4)                  |
| متوسط الأيام الممطرة                                          | 7.8                           | 4.0                           | 3.3                           | 4.3                           | 8.5                           | 9.2                           | 8.4                           | 9.6                           | 15.2                          | 17.7                          | 17.6                          | 14.0                          | 119.5                         |
| متوسط الرطوبة النسبية (%)                                     | 78.0                          | 78.8                          | 79.7                          | 80.5                          | 79.3                          | 77.8                          | 77.2                          | 77.4                          | 80.4                          | 83.2                          | 81.8                          | 79.5                          | 79.5                          |
| ساعات سطوع الشمس الشهرية                                      | 185                           | 208                           | 261                           | 258                           | 255                           | 230                           | 242                           | 233                           | 202                           | 183                           | 142                           | 142                           | 2٬540                         |
| المصدر: Vietnam Institute for Building Science and Technology |                               |                               |                               |                               |                               |                               |                               |                               |                               |                               |                               |                               |                               |

## توأمة
لنها ترانج اتفاقيات توأمة مع:
- تشوتشو

## أعلام
- ألكسندر يرسن